# Glenea pseudocolobotheoides
Glenea pseudocolobotheoides là một loài bọ cánh cứng trong họ Cerambycidae.